# Макарова, Елена Владимировна
Елена Владимировна Макарова (род. 4 июля 1979 года) — российский искусствовед, член-корреспондент РАХ (2021).

## Биография
Родилась 4 июля 1979 года, живёт и работает в Барнауле.
В 2001 году — окончила Алтайский государственный университет.
В 2004 году — защитила кандидатскую диссертацию, тема: «Региональная топонимическая личность: На материале русской топонимии Алтая».
С 2004 по 2015 годы — доцент Алтайского государственного университета.
С 2010 года — доцент ВАК.
С 2015 года — член Ассоциации искусствоведов (АИС).
С 2016 года по настоящее время — выпускающий редактор научного журнала «Искусство Евразии».
С 2018 года по настоящее время — главный специалист (искусствовед) регионального отделения Урала, Сибири и Дальнего Востока Российской академии художеств в г. Красноярске.
В 2021 году — избрана членом-корреспондентом Российской академии художеств.

## Награды
- серебряная медаль Российской академии художеств (2019) — за многогранную издательскую деятельность и популяризацию российской художественной культуры и искусства